# Arthur A. Hartman

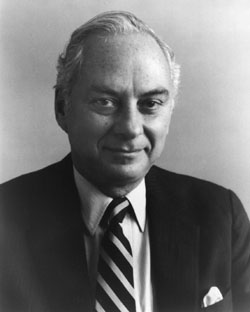
Arthur A. Hartman

Arthur Adair Hartman (* 12. März 1926 in New York City; † 16. März 2015 in Washington, D.C.) war ein US-amerikanischer Diplomat, der unter anderem zwischen 1974 und 1977 Assistant Secretary of State for European Affairs, von 1977 bis 1981 Botschafter in Frankreich sowie zuletzt zwischen 1981 und 1987 Botschafter in der Sowjetunion war.

## Leben
Hartman absolvierte nach dem Besuch der Flushing High School in Queens zwischen 1944 und 1946 seinen Militärdienst im US Army Air Corps (USAAC). Danach setzte er ein bereits zuvor begonnenes grundständiges Studium an der Harvard University fort und schloss dieses 1947 mit einem Bachelor of Arts (B.A.) ab. Im Anschluss absolvierte er von 1947 bis 1948 ein Studium der Rechtswissenschaften an der Harvard Law School.
1948 trat Hartman in den auswärtigen Dienst (Foreign Service) ein und war zwischen 1948 und 1952 Wirtschaftsreferent bei der Economic Cooperation Administration (ECA) in Paris, im Jahre 1948 vom US-Kongress im Rahmen des Foreign Assistance Act zur Verwaltung der Unterstützungsgelder des Marshallplans gegründet wurde. Anschließend blieb er in Paris und war dort bis 1954 zunächst stellvertretender Wirtschaftskommissar der US-Delegation bei der Europäischen Heereskonferenz sowie anschließend zwischen 1954 und 1956 Politisch-Militärischer Referent der Ständigen Vertretung bei der NATO. Im Anschluss war er von 1956 bis 1958 als Wirtschaftsreferent an der Vertretung in Südvietnam tätig sowie nach seiner Rückkehr zwischen 1958 und 1961 Referent für internationale Beziehungen im Europa-Referat des Außenministeriums in Washington, D.C.
Nach einer darauf folgenden Verwendung von 1961 bis 1963 im Referat für Wirtschaftsangelegenheiten des Außenministeriums war Hartman zwischen 1963 und 1967 Leiter der Wirtschaftsabteilung an der Botschaft im Vereinigten Königreich. Im Anschluss fungierte er zwischen 1967 und 1969 als Direktor einer Interministeriellen Arbeitsgruppe im Außenministerium und anschließend von 1969 bis 1972 als stellvertretender Direktor für Koordination, ehe er zwischen 1972 und 1974 stellvertretender Leiter der Ständigen Vertretung bei den Europäischen Gemeinschaften in Brüssel war.
Am 8. Januar 1974 wurde Hartman Nachfolger von Walter John Stoessel als Leiter des Europa-Referats des Außenministeriums Assistant Secretary of State for European Affairs und bekleidete diesen Posten bis zum 8. Juni 1977, woraufhin am 16. Juni 1977 George S. Vest seine Nachfolge antrat. Er selbst trat daraufhin am 7. Juli 1977 die Nachfolge von Kenneth Rush als Botschafter in Frankreich an. Auf diesem Posten verblieb er bis zum 14. Oktober 1981, ehe Evan Griffith Galbraith am 2. Dezember 1981 sein Nachfolger wurde.
Zuletzt wurde Hartman am 26. Oktober 1981 Nachfolger von Thomas J. Watson, Jr. als Botschafter in der Sowjetunion. Am 12. April 1984 wurde ihm der Titel Career Ambassador verliehen, der höchste Rang im auswärtigen Dienst. Die Funktion als Botschafter in Frankreich versah er bis zu seinem Eintritt in den Ruhestand am 20. Februar 1987, woraufhin Jack Matlock am 6. April 1987 seine dortige Nachfolge antrat.
Hartman, der auch Mitglied der Ehrenlegion war, engagierte sich ferner als Mitglied des Verwaltungsrates der Harvard University, als Mitglied des Beirates der Brookings Institution, in der Denkfabrik Council on Foreign Relations sowie als Vorstandsmitglied der Amerikanisch-Französischen Gesellschaft.
Aus seiner 1949 geschlossenen Ehe mit Donna Van Dyke Ford, die bis zu seinem Tode über 65 Jahre lang bestand, gingen drei Söhne und zwei Töchter hervor. Er starb an den Folgen der Komplikationen bei einem chirurgischen Eingriff.